# Julius Anton Törmer

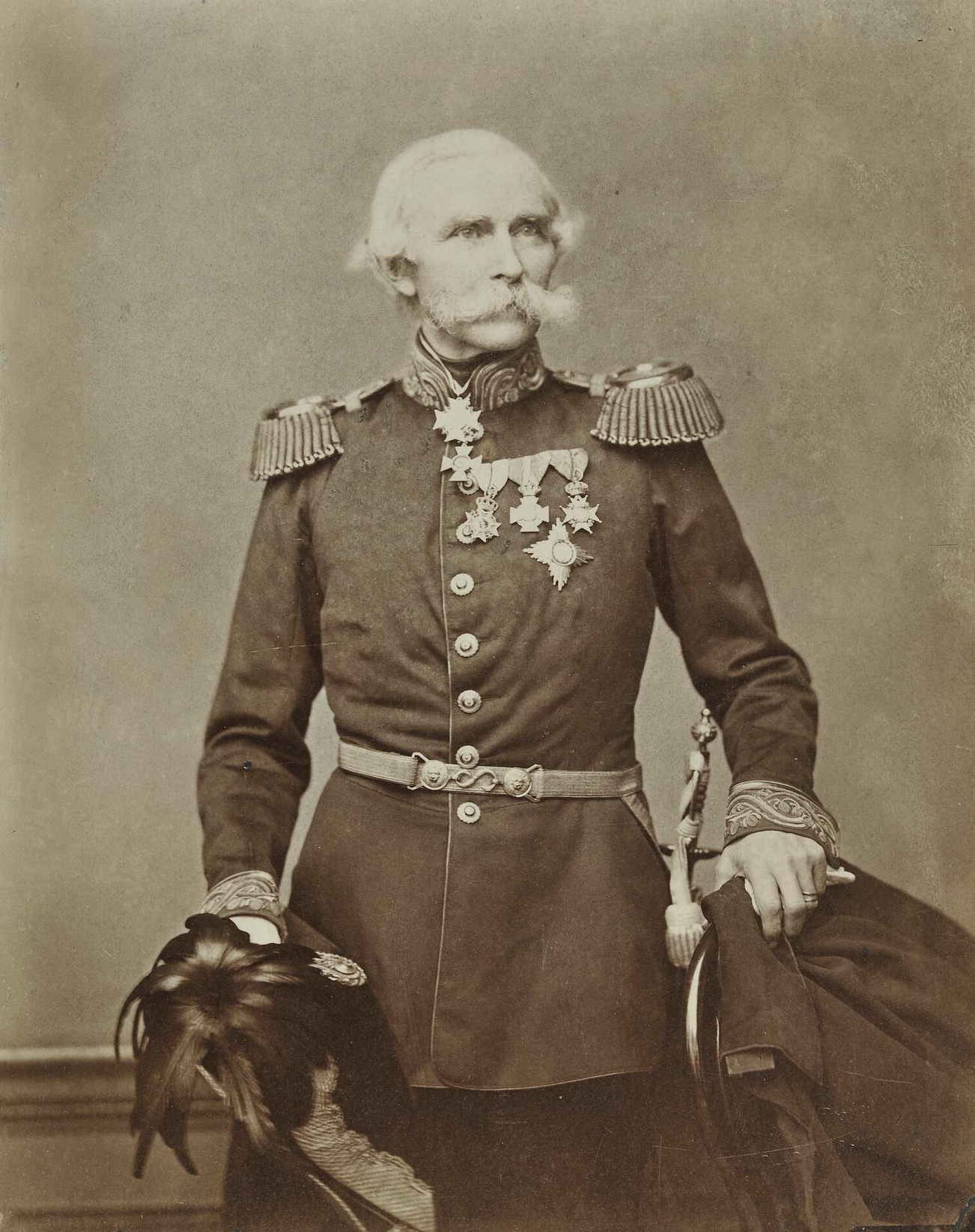
Julius Anton Törmer

Julius Anton Törmer (* 16. April 1803 in Dresden; † 15. Dezember 1868 ebenda) war ein sächsischer Generalmajor.

## Leben

### Herkunft
Julius Anton Törmer war Sohn des sächsischen Berufsoffiziers Törmer, welcher zuletzt als Major im Generalstab diente. Der Maler Benno Friedrich Törmer war sein jüngerer Bruder.

### Karriere
Törmer besuchte zunächst die Artillerieschule der sächsischen Armee, wobei er nach einer langjährigen Spezialausbildung im Jahr 1816 als Soldat dem Artillerie-Korps übergeben, wo er 1823 zum Stückjunker avancierte. Die Beförderung zum Leutnant erreichte ihn noch im selben Jahr, wobei er nach langjähriger Dienstzeit 1833 zum Oberleutnant beim Fuß-Artillerie-Regiment befördert wurde. Er fungierte im späteren Zeitraum als Adjutant beim Generalkommando und wurde in dieser Position am 26. März 1841 zum Hauptmann befördert. Am 16. Dezember 1848 wurde er zum aggregierten Major und am 4. Januar 1849 zum wirklichen Major und Kommandanten der reitenden Artillerie-Brigade befördert. Er nahm als Chef des Generalstabes des sächsischen Kontingents am Gefecht von Düppel im Jahr 1849 teil und wurde am 17. Mai 1849 mit dem Ritterkreuz des Militär-St.-Heinrichs-Ordens ausgezeichnet. Törmer rückte am 23. September 1849 zum Oberstleutnant auf, wobei er zum Direktor auf den Etat des Zeughauses ernannt wurde. In dieser Position hatte er zahlreiche Gelegenheiten, seine ausgezeichneten Kenntnisse der Physik zur Verbesserung artilleristischer Instrumente und Maschinen und seine gründlichen Erfahrungen in der praktischen Chemie zu wertvollen Analysen der verschiedenen Schieß- und Sprengmittel, sowie der Metallkompositionen zu verwerten. Nach weiterer Beförderung zum Oberst am 16. November 1851 wurde er zeitgleich Regimentskommandeur des Fuß-Artillerie-Regiments und rückte nach zehnjähriger Tätigkeit am 20. Juni 1861 zum Generalmajor und Kommandanten des Artillerie-Korps auf.
1855 wurde er Mitglied der Gesellschaft ISIS, Gesellschaft für specielle, besonders vaterländische Naturkunde. Im Sommer 1865 litt er an einer Brustfellentzündung und war dadurch gezwungen, Anfang 1866 seinen Abschied aus dem aktiven Heeresdienst zu nehmen. Er war Ritter des Bayrischen Verdienst-Ordens vom Heiligen Michael, Komtur des Sachsen-Ernestinischen Hausorden und des Oldenburgischen Haus- und Verdienstordens.